# Mina Markovič
Mina Markovič (* 23. November 1987 in Maribor, Jugoslawien) ist eine slowenische Sportkletterin. Sie ist hauptsächlich in Kletterwettkämpfen aktiv, in den Disziplinen Lead, Bouldern und Speed. Am Fels erreichte sie mit der Route La Fabela Por La Enmienda den Schwierigkeitsgrad 9a.

## Karriere
Markovič begann ihre Wettkampfkarriere 2001. Sie nahm in diesem Jahr am Junior European Cup im Lead und an den World Junior Championships teil, wo sie den 5. Platz im Lead und den 22. Platz in der Disziplin Speed erreichen konnte. 2003 gab sie das Speedklettern auf und fokussierte sich von da ab auf Lead.
Zwischen 2004 und 2006 nahm Markovič am Kletterweltcup im Lead teil. Ihr bestes Ergebnis war hierbei der fünfte Platz in Kranj. Parallel hierzu nahm sie weiterhin an den European Junior Cup teil, welchen sie 2005 für sich entscheiden konnte. 2009 schaffte sie es beim jährlichen Rockmaster in Arco auf den zweiten Platz.
2011 nahm sie gleichzeitig an World Cups im Boulder und Lead teil. Im Bouldern schaffte sie es auf den fünften Platz im Gesamtranking, obwohl sie den World Cup in München für sich entscheiden konnte. Im Lead war sie um einiges erfolgreicher: Dritte in Puurs, zweite in Briançon und Boulder, und erste in Chamonix, Xining, Changzhi, Amman und Barcelona. Damit gewann sie die Gesamtwertung im Lead vor ihren Konkurrentinnen Jain Kim und Maja Vidmar. 2012 gewann sie zum zweiten Mal den Lead World Cup (drei Siege und vier zweite Plätze). Außerdem gewann sie 2011 und 2012 den World Cup Overall Titel (Disziplinen Bouldern, Lead und Speed). In den Jahren 2013 und 2014 erreichte sie im Lead Cup Overall jeweils den zweiten Platz, hinter ihrer langjährigen Konkurrentin Kim Jain. 2015 stand Markovič wieder ganz oben auf dem Siegertreppchen und konnte den Lead World Cup zum dritten Mal in ihrer Karriere für sich entscheiden. Außerdem konnte sie in diesem Jahr am Fels mehrere Routen im unteren elften Grad rotpunkt begehen. Ihre bislang schwerste Route gelang ihr im Dezember 2015 mit der Route La Fabela Por La Enmienda 9a.

## Erfolge

### Wettkampfklettern
- Fünfte im Junior European Cup 2001
- Fünfte in Lead World Cup Kranj 2005
- Zweite beim Rock Master in Arco 2009
- Zweite im Gesamtweltcup Lead 2010
- Fünfte im Gesamtweltcup Boulder 2011

- Erste im Gesamtweltcup Lead 2011
- Erste im Gesamtweltcup Lead 2012
- Zweite im Gesamtweltcup Lead 2013
- Zweite im Gesamtweltcup Lead 2014

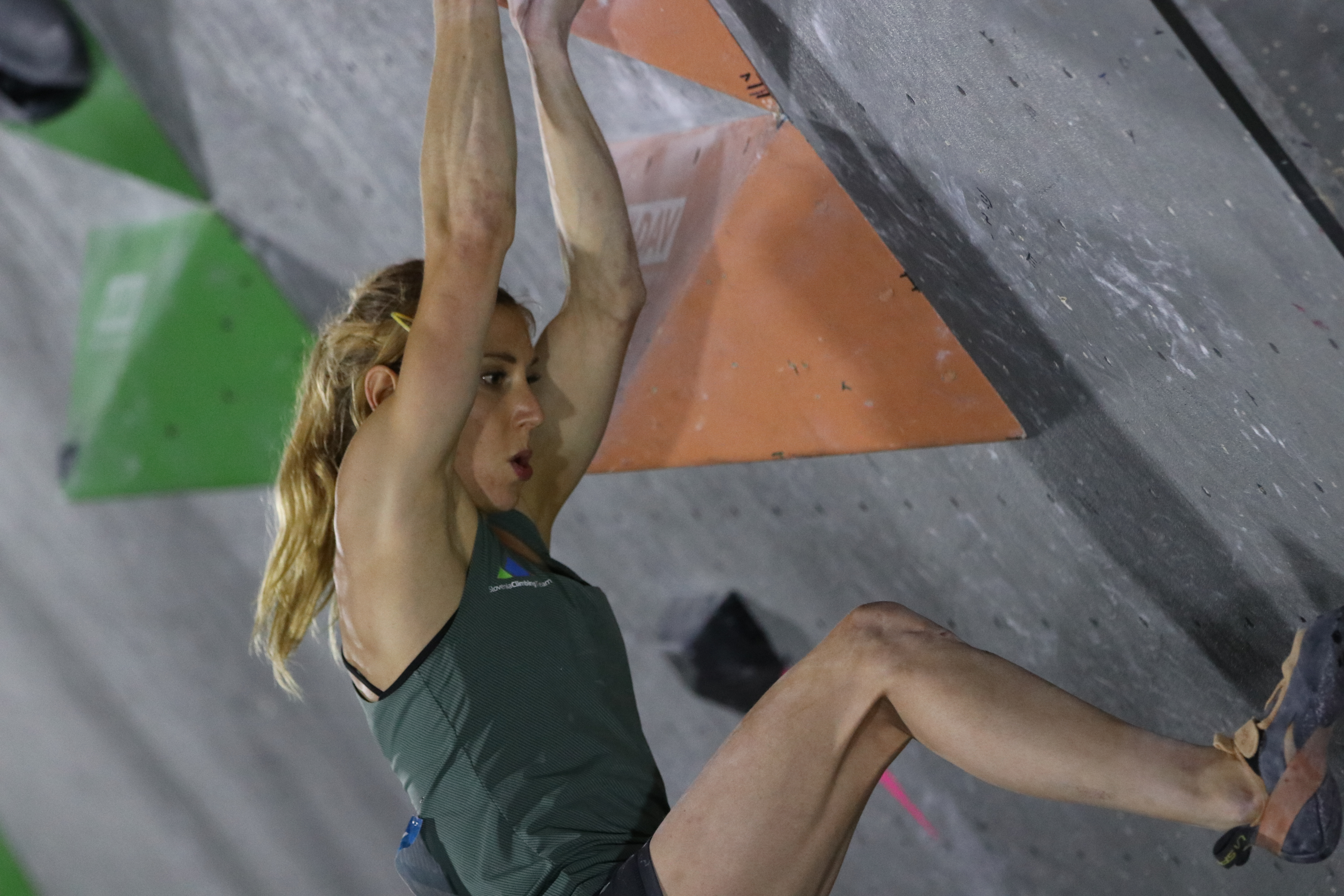
Mina Markovič 2017

- Zweite bei der Weltmeisterschaft Lead 2014
- Erste im Gesamtweltcup Lead 2015
- Dritte bei der Weltmeisterschaft Lead 2016

### Fels
- Corrida (8c franz.) – November 2015 – Mišja Peč, Slowenien
- Histerija (8c+ franz.) – November 2015 – Zweite Frauenbegegnung nach Natalija Gros (2008) in Mišja Peč, Slowenien
- Popolni mrk (8c franz.) – Dezember 2015 – Mišja Peč, Slowenien
- Digital system ext. 1 (8c franz.) – Dezember 2015 – Santa Linya, Katalonien in  Spanien
- La Fabela Por La Enmienda (9a franz.) – Dezember 2015 – Santa Linya, Katalonien in Spanien